# Tennessee State University
Tennessee State University (Tennessee State, Tenn State ou TSU) é uma universidade pública localizada em Nashville, Tennessee. Fundada em 1912, é a única universidade historicamente negra do Tennessee. A Tennessee State University oferece 41 bacharelados, 23 mestrados e oito doutorados.

## História
A universidade foi denominada como Universidade Agrícola e Industrial do Tennessee para Negros em 1912. Sua inauguração foi realizada em 16 de janeiro de 1913.
Em 1941, a Assembleia Geral do Tennessee dirigiu o Conselho de Educação a atualizar o programa educacional da faculdade.  Três anos mais tarde, os primeiros mestrados foram concedidos e em 1946 a faculdade foi totalmente credenciada pela Associação Sul de Faculdades e Escolas.
Uma expansão significativa ocorreu durante a presidência de Walter S. Davis entre 1943 e 1968, incluindo a construção de "70 por cento das instalações da escola" e o estabelecimento da faculdade de pós-graduação e quatro outras. Em 1968, a faculdade mudou para seu nome atual.
Atualmente, a Tennessee State University está dividida em oito faculdades e tem apresentado um crescimento constante desde o seu início. Ela continua sendo a única universidade pública em Nashville e seu programa de ciências da saúde é o maior do estado e um dos maiores do país.